# Soulièvres
Soulièvres is een plaats in de Franse gemeente Airvault in het departement Deux-Sèvres in de regio Nieuw-Aquitanië. De plaats ten noordwesten van het centrum van Airvault. Ten oosten stroomt de Thouet.
Op het grondgebied van Soulièvres liggen nog de dorpen en gehuchten Barroux, Repéroux, Grand Moiré en een deel van Deffend.

## Geschiedenis
Op de 18de-eeuwse Cassinikaart is het dorp aangeduid als Soulievre.
Op het eind van het ancien régime op het eind van de 18de eeuw, toen de gemeenten werden gecreëerd, werd Soulièvres een gemeente, waartoe ook Barroux, Repéroux en Grand Moiré behoorden.
Op 1 januari 1973 ging de gemeente samen met de gemeenten Borcq-sur-Airvault en Boussais op in de gemeente Airvault in een fusion-association. Dit hield in dat Soulièvres als commune associée nog enige mate van zelfstandigheid behield. Buurgemeente Boussais verliet in 1984 de fusie weer.
Toen op 1 januari 2019 ook Tessonnière werd opgenomen in de gemeente Airvault kregen zowel Borcq-sur-Airvault, Soulièvres als Tessonnière de status van commune déléguée van de gemeente.
Voormalige gemeenten: Airvault · Borcq-sur-Airvault · Soulièvres · Tessonnière

Overige dorpen en gehuchten: Barroux · Deffend · Enjouran · Grand Moiré · Guichardière · Maucarrière · Repéroux